# Conseil de Cabonne
Le conseil de Cabonne (en anglais : Cabonne Council) est une zone d'administration locale située dans l'État de Nouvelle-Galles du Sud en Australie. Son siège administratif est Molong.

## Géographie
Le conseil de Cabonne s'étend sur 6 026 km2 dans la région du Centre-Ouest
Il est desservi par la voie de chemin de fer Indian Pacific et par la Mitchell Highway.
Il comprend la ville de Molong, ainsi que les villages de Canowindra, Cargo, Cudal, Cumnock, Egovra, Malindra et Yeoval.

## Histoire
La municipalité de Molong est créée en 1879. Elle cesse d'exister le 1er janvier 1951 quand elle est intégrée au sein du comté de Molong. Le 1er octobre 1977, celui-ci disparaît à son tour et fusionne avec les comtés de Boree, Canobolas et une partie de celui de Lyndhurst pour former le comté de Cabonne.

## Démographie
La population s'élevait à 12 821 habitants en 2011 et à 13 386 habitants en 2016.

## Politique et administration
Le conseil comprend neuf membres élus au scrutin proportionnel pour un mandat de quatre ans, qui à leur tour élisent le maire pour deux ans. À la suite des élections du 4 décembre 2021, le conseil est formé de neuf indépendants.

### Liste des maires
| Période                                  | Période        | Identité     | Étiquette   | Qualité |
| ---------------------------------------- | -------------- | ------------ | ----------- | ------- |
| Les données manquantes sont à compléter. |                |              |             |         |
| septembre 2012                           | septembre 2016 | Ian Gosper   |             |         |
| septembre 2016                           | en fonction    | Kevin Beatty | Indépendant |         |